# Włodzimierz Kirchner
Włodzimierz Kirchner (ur. 28 grudnia 1875 w Krasińcu, zm. 22 grudnia 1970 w Warszawie) – polski artysta fotograf, portrecista. Pomysłodawca, inicjator i współzałożyciel pierwszej szkoły fotograficznej w Warszawie.

## Życiorys
Urodził się 28 grudnia 1875 w Krasińcu (Płockie), w rodzinie Ludwika i Izabeli z Kowalewskich. Ukończył gimnazjum w Pułtusku. W 1893 wstąpił do seminarium katolickiego w Warszawie. Od 1896 do 1898 studiował teologię na Uniwersytecie Gregoriańskim w Rzymie, nauki społeczne na uniwersytecie i Szkole Wyższej Nauk Społecznych w Paryżu. W 1899 został wyświęcony na kapłana. Po ukończeniu studiów teologicznych był wikarym parafii w Młodzieszynie, Szymanowie i w Łodzi, następnie zajmował stanowisko prefekta szkół miejskich i kapelana w zakładzie Rodzina Marii w Warszawie. Malarstwo studiował w pracowniach Wojciecha Gersona i Stanisława Lentza w Warszawie, w czasie późniejszym - w Monachium i Paryżu. Po wystąpieniu ze stanu duchownego zajął się fotografią artystyczną, której był pionierem na terenie Warszawy, gdy w 1907 otworzył własny zakład fotograficzny, przy ulicy Foksal (w czasie późniejszym przeniesiony na ulicę Wierzbową. Miejsce szczególne w jego twórczości zajmowała fotografia portretowa, niejednokrotnie nowatorska - powstająca przy użyciu autorskich fotograficznych technik specjalnych. W roku 1907 był pomysłodawcą i współzałożycielem (wspólnie z Jadwigą Golcz) pierwszej szkoły fotograficznej w Warszawie – zarazem pierwszej szkoły fotograficznej w Polsce. 
Włodzimierz Kirchner był pomysłodawcą, inicjatorem, organizatorem, kuratorem oraz współautorem wielu wystaw fotograficznych (m.in. we własnej przestrzeni wystawienniczej – prowadzonej przez siebie szkoły fotograficznej). Jego fotografie były wielokrotnie publikowane w Tygodniku Ilustrowanym, Fotografie Warszawskim oraz w niemieckim wydawnictwie Die Dame. W 1939, po rozpoczęciu II wojny światowej, zakład fotograficzny Włodzimierza Kirchnera spłonął – pokaźna część dorobku twórczego fotografa została utracona.
Po zakończeniu wojny zamieszkał w Krakowie, gdzie również prowadził własny zakład fotograficzny. Pod koniec życia ponownie zamieszkał w Warszawie, gdzie m.in. podjął pracę wykładowcy w ówczesnym Technikum Fototechnicznym – obecnie Zespół Szkół Fototechnicznych w Warszawie. W 1963 (jako jeden w pierwszych fotografów) został wyróżniony Dyplomem Honorowym - najwyższą nagrodą wręczaną jednorazowo przez Federację Amatorskich Stowarzyszeń Fotograficznych w Polsce.
Zmarł 22 grudnia 1970, pochowany na Cmentarzu Rzymskokatolickiej Parafii Matki Bożej Pocieszenia w Żyrardowie.

## Nagrody
- Dyplom Honorowy Federacji Amatorskich Stowarzyszeń Fotograficznych w Polsce (1963)[3]